# 氧化亚铊
氧化亚铊是一种无机化合物，由铊和氧组成，化学式Tl2O。在这种化合物里，铊拥有+1 氧化态。在水里，氧化亚铊会生成碱性，黄色的氢氧化亚铊 (TlOH)。氧化亚铊用来制作高反射度的玻璃。氧化亚铊和酸反应，形成铊盐。
氧化亚铊和其他铊化合物一样，都有剧毒。

## 制备
氧化亚铊可以由氢氧化亚铊在100 °C下分解或是氧化铊隔绝空气加热到700 °C而成。
{\displaystyle \mathrm {2\ TlOH\longrightarrow Tl_{2}O+H_{2}O} }
{\displaystyle \mathrm {Tl_{2}O_{3}\longrightarrow Tl_{2}O+O_{2}} }